# Washington Msonza

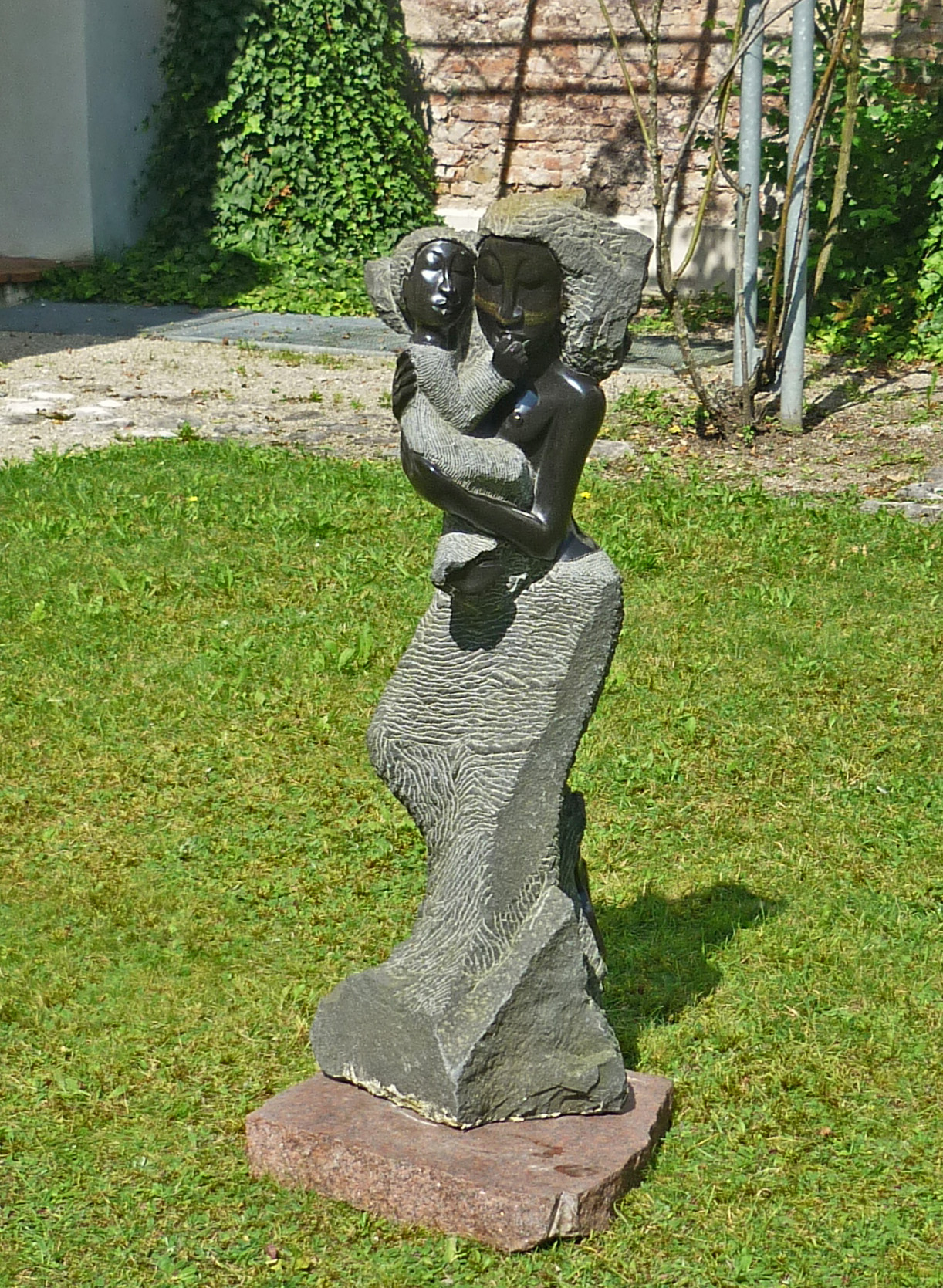
Skulptur von Washington Msonza

Washington Msonza (* 22. September 1966 in Domboshava/Mashonaland East, Simbabwe) ist ein afrikanischer Künstler.

## Leben und Wirken
Er ist der Sohn von Josef und Otlia Msonza, ist verheiratet und hat vier Kinder.
Das Bildhauerhandwerk erlernte er ab 1988 von seinem Schwager Albert Mamvura und seiner Großmutter Locardia Ndandarika. Er arbeitet bevorzugt mit dem Material Serpentin und Marmor. Seine abstrakten und figürlichen Werke zeugen von seinem tiefen Gottvertrauen.
Als Workshopleiter wirkte er in Birkenried (Gundelfingen an der Donau), Salzburg, Bozen und Oberwallis (Schweiz).

## Ausstellungen
- 1991 National Gallery of Zimbabwe
- 1995 Springstone Gallery Harare
- 2000 Art Symposium Changchun, China
- 2006 National Gallery of Zimbabwe
- 2007 Moonlight Bay Gallery, Canada
- 2014 Kloster Benediktbeuern
- 2014 Teilnahme am Bildhauersymposium in China
- 2014 China - Fuzhou International Sculpture Exhibition